# Javier Maroto
Javier Ignacio Maroto Aranzábal, plus connu comme Javier Maroto, né le 6 janvier 1972 à Vitoria-Gasteiz, est un homme politique espagnol du Parti populaire.
Maire de Vitoria-Gasteiz entre 2011 et 2015, il devient député au Congrès en octobre 2016. Trois ans plus tard, il est élu sénateur par les Cortes de Castille-et-León et devient ensuite porte-parole du groupe populaire de la chambre haute. Il est, depuis 2023, le premier vice-président du Sénat espagnol.

## Biographie

### Études
Après des études à l'école San Viator à Vitoria-Gasteiz, Javier Maroto obtient une licence en sciences économiques et de l'entreprise à l'université commerciale de Deusto.

### Débuts en politique
Il est membre de Nuevas Generaciones d'Alava (Jeunesses du Parti populaire). En 1999, il fait partie de la candidature du Parti populaire à la municipalité de Vitoria-Gasteiz. Le Parti populaire l'emporte et Maroto devient adjoint au maire et conseiller municipal chargé des impôts, des responsabilités qu'il exerce durant huit ans (1999-2007). Pendant les deux législatures du maire Alfonso Alonso, Maroto est aussi porte-parole de la municipalité.

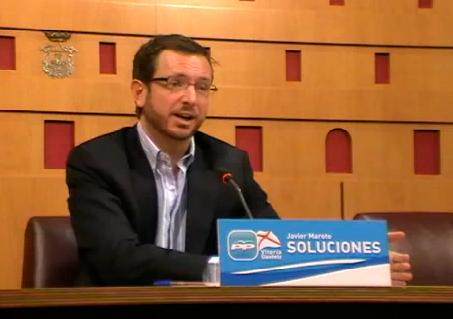
Javier Maroto lors d'une conférence de presse à la mairie de Vitoria.

À partir de 2008, Javier Maroto est le porte-parole du groupe municipal du Parti populaire ainsi que le responsable de l'aire d'urbanisme. Il fait partie de la commission municipale Ensanche 21 chargée de l'expansion urbaine de Vitoria vers les espaces de Salburua et Zabalgana. 
C'est un des seuls membres du Parti populaire qui a ouvertement critiqué la position de son parti sur le mariage homosexuel. Le 5 novembre 2010, il déclare à la radio que ce serait une erreur de supprimer la loi sur le mariage homosexuel.

### Maire de Vitoria-Gasteiz
Javier Maroto présente le 23 juin 2010 sa candidature à la mairie de Vitoria-Gasteiz. En mai 2011, il remporte les élections municipales en obtenant 32 300 voix (29,19%) et 9 sièges. Lors des élections régionales de la Communauté autonome du Pays basque en 2012, il est élu député au Parlement basque.
En septembre 2014, le ministère public du Pays basque ouvre une enquête pour déterminer si les propos de Javier Maroto à propos de l'immigration peuvent avoir des conséquences pénales. Maroto accuse certains immigrés de vivre des aides sociales et de ne pas vouloir travailler ni s'intégrer. L'organisation SOS Racismo affirme que Maroto a un problème avec la religion musulmane et qu'il incite par ses propos au racisme.
En juin 2015, Javier Maroto annonce son mariage avec Josema Rodríguez avec lequel il entretient une relation sentimentale depuis 19 ans.
Le 13 juin 2015, Javier Maroto, bien qu'arrivé en tête du scrutin, perd la mairie de Vitoria-Gasteiz à la faveur du Parti nationaliste basque (PNV). En effet, les partis EAJ-PNV, Bildu, Sumando-Hemen Gaude et Irabazi Gasteiz votent en faveur du candidat du EAJ-PNV.
Le 18 juin suivant, le président national du Parti populaire Mariano Rajoy le nomme vice-secrétaire général à l'Action sectorielle. Il entre à la direction du parti en même temps que d'autres jeunes cadres à l'image d'Andrea Levy et Pablo Casado.

### Député au Congrès
Candidat en deuxième position sur la liste du ministre de la Santé Alfonso Alonso dans la circonscription d'Alava lors des élections générales de juin 2016, il ne devient député au Congrès des députés qu'une fois que le premier a présenté sa démission en octobre 2016 dans le but d'être candidat au poste de lehendakari en vue des élections au Parlement basque du même mois. Maroto s'inscrit alors à la commission de la Santé et des Services sociaux et est choisi au poste de premier vice-président de la commission de l'Égalité. Il est, en outre, membre suppléant de la députation permanente.
Soutien de la première heure de Pablo Casado, il est élu membre du comité exécutif du Parti populaire sur la liste de celui-ci à l'occasion du 19e congrès du parti. Il est désigné vice-secrétaire général à l'Organisation le 26 juillet 2018 et devient le numéro trois du parti.